# Ozola inexcisata
Ozola inexcisata är en fjärilsart som beskrevs av Geoffrey Fryer 1912. Ozola inexcisata ingår i släktet Ozola och familjen mätare. Inga underarter finns listade i Catalogue of Life.